# Sewa Nowgorodzew

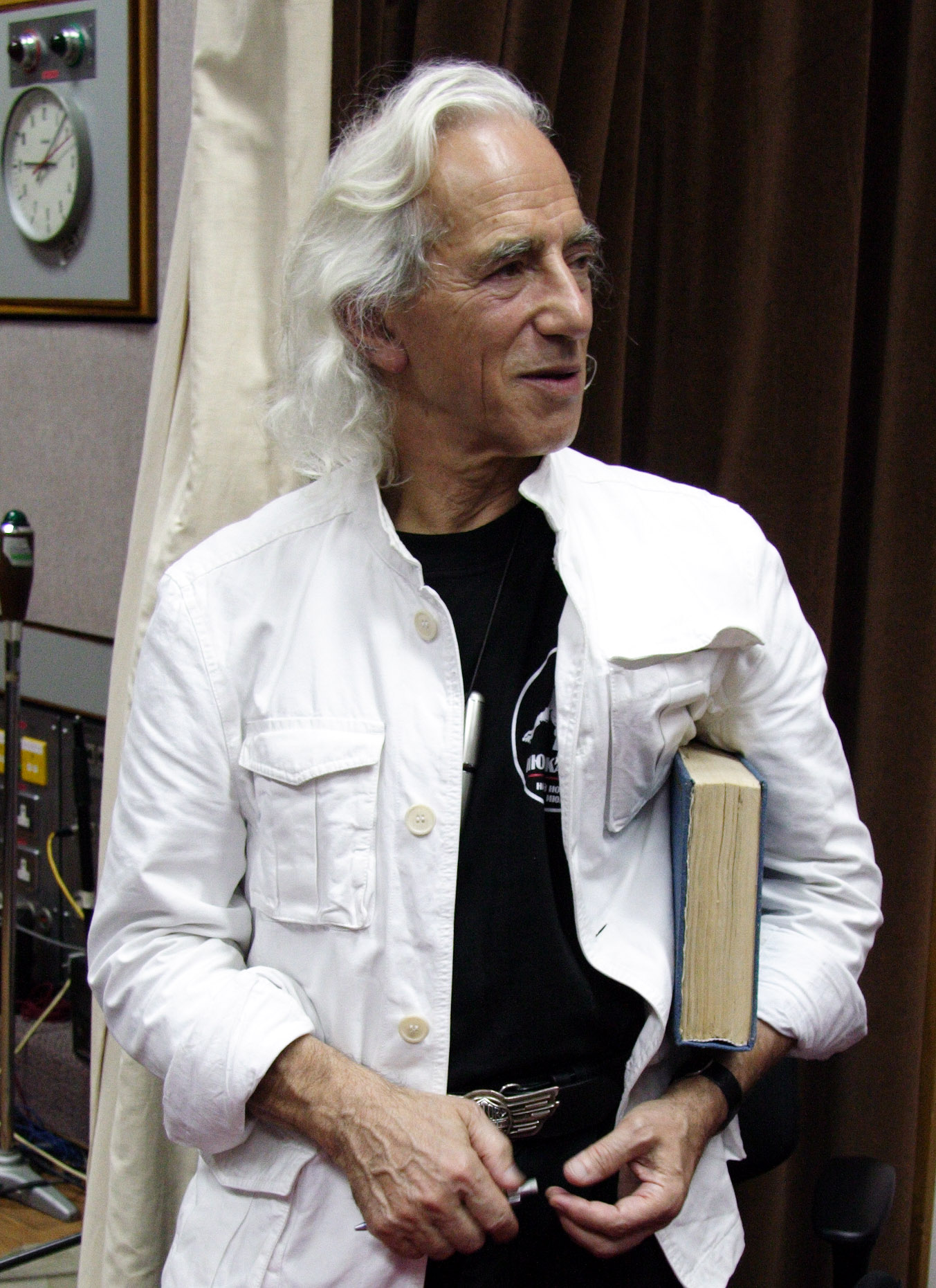
Sewa Nowgorodzew, 2006

Sewa Nowgorodzew (russisch Се́ва Новгоро́дцев; * 9. Juli 1940 in Leningrad; eigentlich Wsewolod Borissowitsch Lewenstein) ist ein britisch-russischer Hörfunkmoderator und Musiker.
Ein Jahr nach der Geburt verließ die Mutter mit ihm das belagerte Leningrad; erst 1945 war die Familie wieder zusammen und zog 1949 in die Estnische Sowjetrepublik. Nowgorodzew trainierte als Navigator in der sowjetischen Handelsflotte und schloss 1962 die Marineakademie ab. Dann kehrte er nach Leningrad zurück und wurde Berufsmusiker ab 1965 bei Josif Weinstein, später ab 1972 mit seinem eigenen Ensemble «Добры Молодцы» (Dobry Molodtsy, the Fine Young Men) und tourte in der Sowjetunion.
1975 verließ er mit seiner Familie die Sowjetunion und wurde in Italien von einem BBC-Mitarbeiter erkannt und zur Arbeit für den Sender gewonnen.
Nowgorodzew arbeitete nach einer sprachlichen und journalistischen Ausbildung ab 1977 während 38 Jahren als freier Radiomoderator für die BBC im russischen Programm. Er präsentierte während Sowjetzeiten zwei wöchentliche Radiosendungen mit sowie über Musik und Hintergrundinformationen dazu und wurde damit in der ganzen Sowjetunion einem Millionenpublikum bekannt; Hunderte standen am Flughafen, als er 1990 erstmals Russland besuchte. Sowjetische Medien hatten zu Zeiten des Kalten Krieges spekuliert, ganze Gruppen von MI5-Agenten hätten Anti-Sowjetische Witze erarbeitet, was aber nur seine eigene, gefühlt apolitische Art zu moderieren war. Viele Fan-Post an ihn wurde vom sowjetischen Geheimdienst geöffnet, was er wiederum in den Sendungen versteckt thematisierte. Im Jahr 1984 hatte er die britische Staatsbürgerschaft erhalten.
Die Öffnung des Medienmarktes in Russland in den 1990er-Jahren schien das Ende des Russischen Service von BBC zu bedeuten aber das Regime von Wladimir Putin hätte die Propaganda zurückgebracht (“Putin’s regime has returned everything to Soviet standards...”). Im Gegensatz zur repetitiven und ideologischen, aber nie nationalistischen Sowjetischen Propaganda füttere die neue Propaganda Monster, er nannte sie 2015 "hysterisch patriotisch". Das einzige Mittel dagegen sei die absolute Beachtung journalistischer Sorgfaltsregeln, wie sie bei der BBC gälten (“If you put up a fight and you reference the BBC Charter, you will win”).
Im Film Im Angesicht des Todes spielte er einen russischen Piloten, der Jagd auf Bond macht. Er hatte danach noch einen Auftritt in Spione wie wir und drei weitere Filmauftritte.
1995 erschien ein Rocklexikon von Nowgorodzew.
Am 27. April 2007 überreichte ihm die Königin den Order of the British Empire.
Die Fanpost-Briefe wurden 2010 im Archiv der Hoover Institution für die Forschung zugänglich gemacht.